# 許乾
許乾（1530年—？），字伯貞，號纯吾，河南河南衛官籍直隸廬州府合肥縣人，明朝政治人物。

## 生平
嘉靖三十一年河南鄉試第六十一名舉人。嘉靖四十四年（1565年）中式乙丑科會試第七十一名，三甲第一百七十七名進士。都察院观政，本年十月授河间府推官，隆慶三年（1569年）四月行取，丁忧。五年十二月选授江西道御史，差巡按甘肃，万历二年（1574年）六月养病，五年五月復除本道御史，七月差巡按真定。六年八月升官至永平府知府，九月以病致仕，卒。

## 家族
曾祖許通，百戶；祖父許鸞，百戶；父許堯，母昌氏；繼母黃氏。弟许坤、许守和（百户）。